# Андреа Пинамонти
Андреа Пинамонти (на италиански: Andrea Pinamonti) е италиански футболист, нападател, който играе за Интер.

## Кариера

### Интер
Пинамонти прави дебют за първия отбор на Интер на 8 декември 2016 г. на 17-годишна възраст срещу Спарта Прага в последния мач от груповата фаза на Лига Европа. Пинамонти е избран за титуляр от треньора Стефано Пиоли и се представя добре, като помага на Интер да завърши европейската си кампания с победа от 2:1. На 12 февруари 2017 г. Пинамонти играе първи мач в Серия А, като Интер печели с 2:0 срещу Емполи у дома. Пинамонти описва дебюта си като „неописуем“.
Той завършва сезон 2016/17 с юношите на Интер, като печели титлата в примавера. Андреа Пинамонти описва Мауро Икарди като негов модел за подражание.
През сезон 2017/18 отново е част от първия отбор, но продължава да играе за юношите в Младежка лига на УЕФА. Играе само в 1 мач за Интер срещу Порденоне за Копа Италия на 12 декември 2017 г.

### Фрозиноне
На 17 август 2018 г. Пинамонти е даден под наем на новака в Серия А Фрозиноне до 30 юни 2019 г.

## Успехи
Интер
- Серия А: 2020/21